# Sagua La Grande
Sagua la Grande est une ville et une municipalité de Cuba dans la province de Villa Clara.

## Géographie

### Situation
La municipalité de Sagua la Grande est située sur la côte nord de l'île de Cuba, dans le nord-ouest de la province de Villa Clara, 
à 291 km à l'est de La Havane 
et 53 km nord-nord-ouest de sa capitale de province Santa Clara — cette dernière incluse dans la municipalité.
La côte ouest de la municipalité borde la baie de Carahatas (à l'est de la baie de Santa Clara) et sa côte est borde la baie de Novillo. 

Ces baies sont fermées au nord par des îles de l'archipel Sabana-Camagüey dont plusieurs sont sur le territoire de la municipalité : Cayo Hicacal ou cayo Esquivel del Sur (nom différent selon les cartes), cayo Iguana, cayo Levisa, cayo del Cristo, cayo Matahambre, cayo de la Cruz, cayo Mariposa, cayo Hachuela, cayos Dromedarios, cayos de la Enfermería, cayo Jutías,,,.

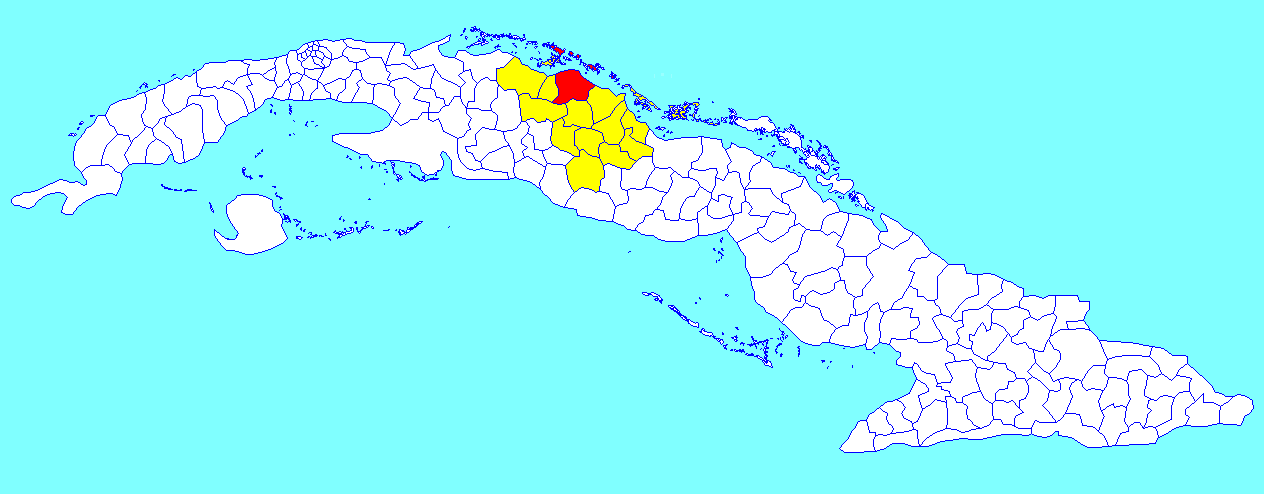
Municipalité de Sagua la Grande dans la province de Villa Clara

### Divisions administratives
La municipalité compte neuf consejos populares :
- Villa Alegre
- Sitiecito
- Centro Victoria
- Jumagua - Caguagas
- Coco Solo - Pueblo Nuevo
- San Juan - Finalet
- Isabela de Sagua
- Viana - La Rosita
- Reparto 26 de Julio

## Population
En 2022, la population était estimée à 49 986 habitants ; pour une surface de 961,9 km2, la densité de population est de 51,97 habitants/km².

## Personnalités nées à Sagua la Grande
- Joaquín Albarrán, médecin et chirurgien, né en 1860
- Alfredo López Rojas, syndicaliste, né en 1894
- Wifredo Lam, artiste contemporain, né en 1902
- Antonio Machín, chanteur, né en 1903
- Herman Puig, réalisateur et photographe, né en 1928
- Victor Dreke, général, né en 1937
- Mel Martínez, sénateur de Floride, né en 1946
- Roberto G. Fernández, écrivain, né en 1951